# La Internacional (Argentina)
La Internacional fue el primer periódico de tendencia comunista editado en Argentina, y constituyó el órgano oficial del Partido Comunista Argentino en su periodo fundacional, que formaba parte del III Internacional. Este periódico salió publicado entre los años 1917 y 1936, con una periodicidad variable debido a distintas circunstancias.

## Nombres
El primero nombre que tuvo fue "La Internacional. Periódico Socialista quincenal". Durante esta etapa, que abarcó 10 números y que se extendió hasta el 25 de diciembre de 1917 daba vos a la ala izquierda, revolucionaria e internacionalista del Partido Socialista.
En enero de 1918, y luego de la revolución bolchevique ocurrida en Rusia unos meses antes, se produce una ruptura dentro de la fracción izquierdista, transformándose ésta en el Partido Socialista Internacional. Debido a esto, La Internacional reaparece el 23 de enero de 1918, reiniciando su numeración, y con el subtítulo "Órgano del Partido Socialista Internacional". Luego, en diciembre de 1920, y debido a la creación de la Internacional Comunista (Comintern), el partido cambia de nombre a Partido Comunista, por lo que el periódico pasa a llamarse "La Internacional. Órgano del Partido Comunista (Sección Argentina de la III Internacional)".

## Historia
Comenzó a ser editado el 5 de agosto de 1917 publicado por la "Cooperativa de Ediciones" del mismo nombre, que fue constituida un mes antes por José Penelón, Victorio Codovilla, Aldo Cantoni, Rodolfo Ghioldi, Rodolfo Schmidt, Juan Ferlini, Juan Greco, entre otros. En sus inicios fue un semanario, aunque ya desde 1919 existieron planes para transformarlo en un diario, algo que recién se logró en agosto de 1920. Sin embargo, durante los siguientes años, su periodicidad fue fluctuando entre semanario y diario. Hacia 1925 se volvió a publicar como diario, momento en el cual contaba con cuatro páginas y de las cuales, una, era en italiano para captar a esta comunidad.
El periódico se editó de forma relativamente regular hasta el golpe de Estado del general Uriburu en 1930. La represión del movimiento obrero emprendida bajo su gobierno afectó también a los militantes comunistas, quienes fueron perseguidos y se prohibió la publicación de la prensa de izquierda. Ante esto, el Partido Comunista intentó publicar varios periódicos (como Bandera Roja, Mundo Obrero, Frente Único, todos ellos durante el año 1932), pero de corta vida. Durante estos años y hasta 1936 la publicación de La Internacional fue irregular.
Por su redacción, dirección o participaron de este periódico Paulino González Alberdi, Alberto Casaburi, Silvio Ravetto, Nicolás Di Palma y Héctor Agosti. Este último, era director cuando fue clausurado por el gobierno de Uriburu, y debió pasar tres años de cárcel.